# Dymitr Płyszewski
Dymitr Płyszewski (ur. 1880 w Dubińcu, zm. 19 stycznia 1938 w Mińsku) – kapłan prawosławny, nowomęczennik.
Był synem kapłana prawosławnego. Ukończył seminarium duchowne w Mińsku, po czym ożenił się z córką duchownego Aleksandrą Kirkiewicz. Przyjął święcenia kapłańskie i pracował kolejno w kilku parafiach; od początku lat 20. XX wieku był proboszczem w Uzlanach, gdzie też po raz pierwszy w 1930 został zatrzymany przez GPU. Przyczyną zatrzymania było niedopełnienie obowiązku zapłacenia podatku nałożonego na organizacje religijne. W tym samym roku GPU zabrało z domu parafialnego i cerkwi szereg cennych przedmiotów. Po ciężkim śledztwie został wypuszczony po kilkutygodniowym pobycie w więzieniu. Następnie trafił do wsi Smolewiczi, do parafii prowadzonej przez ks. Włodzimierza Zubkowicza, gdyż jego parafia została skasowana. Przebywał tam do drugiego aresztowania 26 września 1937, kiedy został zatrzymany pod zarzutami współpracy z biskupem bobrujskim Filaretem oraz posiadania nielegalnej literatury religijnej. 19 listopada 1937 został skazany na rozstrzelanie i stracony 19 stycznia 1938 w Mińsku.
10 kwietnia 1989 został całkowicie zrehabilitowany. 28 października 1999 kanonizowany przez Egzarchat Białoruski Patriarchatu Moskiewskiego jako jeden z Soboru Nowomęczenników Eparchii Mińskiej. Od 2000 jest czczony w całym Rosyjskim Kościele Prawosławnym.
Miał cztery córki: Lidię, Leoniłę, Ninę i Wierę.